# ジョージ砦の戦い
座標: 北緯43度15分03秒 西経79度03分40秒 / 北緯43.250752度 西経79.061111度
ジョージ砦の戦い（ジョージとりでのたたかい、英: Battle of Fort George）は、米英戦争2年目の1813年5月25日から27日、アッパー・カナダのナイアガラ川河口近くにあったイギリス軍のジョージ砦を、アメリカ軍が攻撃して占領した戦闘である。アメリカ陸軍と海軍が協働し水陸双方から攻撃して成功したが、イギリス軍守備隊の多くは包囲を免れて逃亡した。

## 背景
ジョージ砦はオンタリオ湖岸でイギリス軍の要塞化した基地の中で最西端にあり、他の基地としてはアッパー・カナダ植民地の首都ヨークとキングストンがあった。キングストンにはプロビンシャル・マリーンと呼ぶ小さな海軍戦隊の大半が基地にしていた。ジョージ砦はナイアガラ川河口近く西岸にあった。ナイアガラ川のアメリカ側にはナイアガラ砦があった。この砦は1796年のジェイ条約でイギリスがアメリカに渡したものであり、ジョージ砦はその代わりに建設され、ナイアガラ砦に対抗するためだった。

## 1812年の出来事
米英戦争が始まったとき、ジョージ砦近くのイギリス軍もナイアガラ砦のアメリカ軍も、戦闘を始める準備ができていないと考えていた。1812年5月18日、イギリス領カナダ軍政府司令官ジョージ・プレボスト中将は、本国の陸軍と植民地担当大臣から来ていたカナダの軍事状況を問い合わせる手紙に返信を書いていた。プレボストはジョージ砦に第41連隊の兵士400名と砲兵中隊が駐屯していると述べていた。また、アメリカ軍がかなりの勢力でジョージ砦を攻撃してきた場合には持ちこたえられないと考えるとも書いていた。アメリカ側では、フィレタス・スウィフト大佐とベンジャミン・バートンが戦争前に、ニューヨーク州知事ダニエル・トンプキンズに宛てて、ナイアガラ砦はイギリスが宣戦布告した場合には陥落するだろうと書いていた。しかし1812年6月までにナイアガラ砦のアメリカ軍指揮官はイギリス軍による攻撃を予測し、援軍を要求していた。
10月8日、ニューヨーク州民兵隊のスティーブン・ヴァン・レンセリア少将が、クィーンストンを攻撃するためにルイストンから民兵隊を送る作戦を立てた。そうすれば、イギリス軍はジョージ砦からクィーンストンに兵士を送らざるを得なくなる可能性が強かった。筋書通りになれば、アレクサンダー・スミス准将が指揮するアメリカ軍正規兵の部隊がフォーマイル・クリークから船でジョージ砦背後に移動し、砦を占領できるというものだった。この作戦はスミスが共同歩調を取れなかったために失敗した。10月10日から11日の夜に作戦通り実行しようとした試みは悪天候に邪魔された。スミスはその部隊をブラックロックまで後退させた。
ヴァン・レンセリアは、スミスの共同行動なしに、10月13日から14日の夜にルイストンからの部隊でクィーンストンを攻撃した。そのクィーンストン・ハイツの戦いの間に、ジョージ砦とナイアガラ砦双方の大砲で互いに砲撃戦を始めた。その間にアメリカ軍は郡庁舎、監獄、およびその他14ないし16の建物を焼くことになった。この戦闘中、ジョージ砦はエバンス少佐が指揮しており、主たる守備隊としては20名に過ぎない兵士が活動しているだけだった。

## アメリカ軍の1813年の作戦
アメリカ軍は1813年2月10日に新しい作戦を立てた。この作戦はサケッツ港から4,000名の兵士を伴い、キングストン、さらにはヨークを攻撃するというものだった。これが成功すれば後はジョージ砦を攻撃するだけだった。これと同時にバッファローから3,000名の部隊がエリー砦を奪取し、ジョージ砦に行軍することとしていた。この作戦は、カナダ戦線のアメリカ方面軍指揮官ヘンリー・ディアボーン少将が、嘘の報告によってキングストンには6,000ないし8,000名のイギリス兵が居ると思い込んだために、キングストンを避けるように変更された。
4月27日、ディアボーンとアイザック・チョウンシー海軍代将が指揮するオンタリオ湖のアメリカ軍はヨークの戦いに勝利し、数日間ヨークの町を占領し、多くの大砲や物資を捕獲した。ただし、ゼブロン・パイク准将など多くの兵士が火薬庫の爆発で戦死した。続いてアメリカ軍はチョウンシーの艦船で湖を渡り、ナイアガラ砦へ向かった。ディアボーンの次の攻撃標的はジョージ砦だったが、その部隊は休息と再編成を必要としていた。ナイアガラ砦ではこの部隊を収容する準備ができておらず、数日間は物資や食料がかなり不足していた。特に負傷兵は雨除けや看護も無しに放っておかれた。
5月15日、ウィンフィールド・スコット大佐がディアボーンの副参謀（すなわち参謀長）に指名された。スコットは前年のクィーンストン・ハイツの戦いで捕虜になり、その後捕虜交換で釈放されていた。イギリスは、スコットが捕虜交換でも仮釈放の身に過ぎないと主張し、この指名を受けたときに抗議した。スコットは部隊の管理を改善し、次の攻撃への作戦を立案した。これと同時にアメリカ海軍のオリバー・ハザード・ペリー海軍大尉がその戦隊のための水兵と物資を要求するためにエリー湖から到着し、一時的にチョウンシーの上級士官として従軍することになった。ペリーはナイアガラ川河口の上陸点を偵察し、位置関係を測って標識となるブイを置いた。
ジョージ砦に対しては、ナイアガラ川岸ではなく、オンタリオ湖岸で上陸する作戦を立てた。陸軍が上陸する時は、1つ以上の重砲を搭載し、岸近くまで行くことのできる12隻のスクーナーに支援されることになった。コルベットのUSSマディソンとブリッグのUSSオナイダの大型艦2隻は、最も近いイギリス軍砲台と交戦することとされた。
アメリカ軍の総勢は約4,000名の正規軍歩兵だった。この部隊を4波に分け、次々と上陸させることにした。第一波はスコット自身が指揮し、第二波は職業軍人のジョン・パーカーボイド准将、第三波は最近従軍したばかりの弁護士ウィリアム・H・ワインダー准将が指揮することになった。政治的な指名で任官したジョン・チャンドラー准将が予備隊を指揮し、アレクサンダー・マコーム大佐の砲兵隊の大部分と共に控えることになった。部隊の副司令官であるモーガン・ルイス少将が事実上上陸部隊の指揮官になった。総司令官のディアボーンは、マディソンの艦上から監察することになった。
アメリカ軍の準備が進行する中で、5月25日に川の対岸とナイアガラ砦、およびチョウンシー戦隊のスクーナーからジョージ砦に対する砲撃が始まった。砦と近くの砲台の砲手は、赤熱するまで炉内で加熱した砲弾を使い、素早く弾填めし、発砲した。ジョージ砦内の木製建屋が数棟が焼け落ち、砦の中にいた女性・子供は稜堡の中の避難場所に避けることを強いられた。

## イギリス軍の状態
ナイアガラ半島イギリス軍の指揮官はジョン・ビンセント准将だった。その下には1,000名の正規兵（第8歩兵連隊および第49連隊の大半と、ロイヤル・ニューファンドランド・フェンシブルの分遣隊、グレンガリー軽装歩兵で構成された）がいた。また民兵300名がおり、その中にはランチェイ大尉の有色人中隊も入っていた。
ビンセントは攻撃を受けるのが間近に迫っているのを知っていたが、どの方向から来るのかは分かっていなかった。可能性のある前線全てを守るために、正規兵を3つの分遣隊に分け、上陸して来たアメリカ軍に攻撃を掛けることとしていた。正規兵の大半はナイアガラ川沿いに配置されたが、これはアメリカ軍がナイアガラ砦の大砲に援護されながら攻撃してくるという仮定に基づいていた。

## 戦闘
しかし、攻撃はナイアガラ川沿いからは来なかった。5月27日夜明け直後、早朝の霧が晴れて西の湖岸沖にあるアメリカ軍艦船の姿を現した。ビンセントは、14ないし15隻の艦船と、それぞれ50ないし60名の兵士を乗せた90ないし100艘の大型ボートとスコウ（平底船）を見たと考えた。スコットの部隊がナイアガラ川河口近くで上陸を開始した。ペリーのスクーナー隊が近くにあるイギリス軍砲台を沈黙させた。スコット隊はベンジャミン・フォーサイス少佐の指揮するアメリカ第1ライフル銃隊、アメリカ第15歩兵連隊の2個中隊、およびアメリカ第2砲兵隊の大半（歩兵として参加）で構成されていた。グレンガリー軽装歩兵隊1個中隊が、水際を歩いて上がってくるアメリカ軍に銃剣突撃を掛けた。ウィンフィールド・スコットは水の中に倒れている間に、自らこの部隊と闘わなければならなくなった。グレンガリー中隊は数では劣勢であり、その半数を失って退却を強いられた。ロイヤル・ニューファンドランド・フェンシブルの1個中隊も攻撃して来たが、スクーナーから放たれたブドウ弾によって大きな損失を出した。
スコット隊は湖浜から前進したが、アメリカ軍の砲撃が届かない谷に集中していたイギリス軍に反撃された。この部隊は既にスコット隊と闘った部隊の残りと第8歩兵連隊の5個中隊、ランチェイの中隊および100名の民兵で構成されていた。スコット隊は撃退されたが、ペリーのスクーナー戦隊から再度の砲撃でイギリス軍に大きな損失を出させた。スコットの部隊は、上陸したばかりのボイド旅団前衛隊で補強され、今度はイギリス軍が後退した。
ワインダーの旅団も上陸し始めると、ビンセントは、数で劣勢であり、側面を衝かれていたので、完全に包囲される前に兵士たちを脱出させることに決めた。即座に南のクィーンストンに向けての退却を命令した。砦の大砲を使えなくし、火薬庫を爆破するよう命令したが、その作業は大慌てに行うしかなく、スコット隊が近くまで迫っていたので、最終的にアメリカ軍は砦を無傷に近い状態で確保できた。小さな火薬庫1つが爆発し、その爆風でスコットは馬から投げ出され、鎖骨を折った。大慌ての退却の中で女性と子供が何人か砦に取り残されており、ビンセントが命じたように砦の爆破が進めば大きな犠牲が出たかもしれなかった。
スコットはビンセントの追撃を継続し、川の対岸からもアメリカ軍の砲台が退却するイギリス軍を砲撃した。カナダ竜騎兵のメリット隊を含むビンセントの後衛隊がスコット隊を食い止めたが、何人かが捕まった。しかし、アメリカ軍の作戦では、ジェイムズ・バーン大佐の指揮するアメリカ竜騎兵隊の2個中隊のみが、ジョージ砦の上流5マイル (8 km) でナイアガラ川を渡り、ビンセント隊の退却を遮断する手はずになっていた。しかし、その竜騎兵隊はイギリス軍砲台によって渡河を遅らされ、バーンはビンセント隊に向かうまでに慎重に2個中隊が集結するのを待ったので、その時にはスコット隊がバーンの位置まで到着した。スコットは再度追撃を始める前に竜騎兵隊が再集結するのを待ったが、ボイド准将がルイス少将の追撃を止めさせる命令を持ってきたので、ジョージ砦に戻った。ルイスはイギリス軍がスコット隊を待ち伏せ急襲してくるのを恐れた。

## 損失
アメリカ陸軍は士官1名と兵卒39名が戦死し、士官5名、兵卒106名が負傷した。アメリカ海軍は1名が戦死、2名が負傷した。合計では戦死41名、負傷113名となった。
イギリス軍の公式報告書では正規兵の損失のみが挙げられており、52名が戦死、44名が負傷、262名が不明となっていた。また「それ以前に負傷していた者」16名がジョージ砦の軍事病院に残されており、これは損失に含まれいないとしていた。地元のリンカーン民兵隊分遣隊は、この戦闘で士官5名と兵卒80名が失われたとしているが、その内4名のみが戦死と見られている。アメリカ軍は276名を捕虜にし、そのうち163名は負傷者だった。負傷した捕虜にはジョージ砦で捕まった16名の傷病兵も含んでいた。この16名を負傷していない捕虜（この戦闘で負傷したのではなく以前の戦いで負傷していた）に含むと、イギリス軍の損失合計は、戦死、負傷、脱走合わせて183名、負傷した捕虜147名、負傷していない捕虜129名、総計459名となった。

## 結果
アメリカ軍はイギリス軍に大きな損失を出させ、強固に防御された砦を占領し、しかも比較的自軍の損失は少なかった。この勝利は比較的若い2人の士官、すなわちスコットとペリーの優れた作戦と指導力によるものと言うことができる。
アメリカ軍が追撃を止めたとき、ビンセントは現在のソロルドに近いビーバーダムズまで後退を続けた。そこでエリー砦などナイアガラ川上流にあった他の基地からの正規軍分遣隊を集め、民兵隊は一時的に解隊し、その後オンタリオ湖西端に近いバーリントンハイツまで後退した。
イギリス軍がエリー砦を放棄すると、ペリーはブラックロックの封鎖に使っていた武装スクーナー数隻をエリー湖に移動させることができ、それがこの年後半のエリー湖の湖上戦で勝利する要因になった。しかし、アメリカ陸軍はジョージ砦を占領した勢いを生かしてナイアガラ半島を侵攻したが動きが鈍く、ビンセントにストーニー・クリークの戦いで急襲を掛ける余裕を与えてしまった。その後アメリカ軍はジョージ砦に後退した。アメリカ軍はジョージ砦に海軍船隊を集中させたことでサケッツ港の基地では反撃に対して脆弱な状態にあったが、ジョージ・プレボスト中将の煮え切らない指揮によってサケッツ港の戦いではなんとか撃退することができた。
そのごアメリカ陸軍はジョージ砦周りの小さな防御的飛び地に留まったままとなった。イギリス軍前進基地に対する出撃部隊が、ビーバー・ダムズの戦いでインディアンに包囲され降伏させられることになった。その後は1813年12月にジョージ砦を放棄するまで、ほとんど動かないままだった。
現在のアメリカ陸軍には、この戦闘に参戦したアメリカ軍部隊の後継部隊であるとする部隊が10個存在する。

## 参戦した部隊
| イギリス軍の部隊 | アメリカ軍の部隊 |
| --- | --- |
| 中央師団: ジョン・ビンセント准将 - 総合本部 - 副参謀捕: ジョン・ハーベイ中佐 - 主計総監捕: クリストファー・マイアーズ中佐 - 正規兵部隊 - 第8歩兵連隊第1大隊（5個中隊） - 第49歩兵連隊 - ロイヤル砲兵隊 - カナダ正規兵隊 - ロイヤル・ニューファンドランド・フェンシブル2個中隊 - グレンガリー軽装歩兵3個中隊 - カナダ民兵隊 - メリット隊（志願騎兵） - リンカーン歩兵民兵隊 - ランチェイ大尉の有色人中隊 - 砲兵民兵隊1個中隊 | 北部方面軍: ヘンリー・ディアボーン少将 - ナイアガラ師団: モーガン・ルイス少将 - 本部参謀 - 主計総監: ロバート・スワートワウト准将 - 副参謀捕: ウィンフィールド・スコット大佐 - 包囲隊: モーゼス・ポーター大佐 - アメリカ第1ライフル銃隊: ベンジャミン・フォーサイス少佐 - 第1旅団: ジョン・パーカーボイド准将 - アメリカ第6歩兵連隊 - アメリカ第15歩兵連隊 - アメリカ第16歩兵連隊 - ユースティスの砲兵隊 - 第2旅団: ジョン・チャンドラー准将 - アメリカ第9歩兵連隊 - アメリカ第21歩兵連隊 - アメリカ第25歩兵連隊 - アレクサンダー・マコーム大佐の砲兵隊 - 第3旅団: ウィリアム・H・ワインダー准将 - アメリカ第5歩兵連隊 - アメリカ第13歩兵連隊 - アメリカ第14歩兵連隊 - ナサニエル・タウソンの砲兵隊 オンタリオ湖戦隊: アイザック・チョウンシー代将 - コルベット1隻 - ブリッグ・オブ・ウォ1隻 - 砲艦12隻 |